# アレルギー (曲)
「アレルギー」は、日本のロックバンドであるザ・スターリンの楽曲。
1982年8月25日に徳間ジャパンのクライマックスレコードから2枚目のシングルとしてリリースされた。前作「ロマンチスト」（1982年）よりおよそ1か月振りにリリースされたシングルであり、作詞は遠藤みちろう、作曲および編曲はTHE STALINとなっている。
アルバム『STOP JAP』（1982年）からのリカットであり、シングルA面であるが52秒という短い曲となっている。1分未満のシングル曲であることに対していぬん堂は前代未聞であると述べたほか、ギネス世界記録に該当するのではないかと述べている。

## リリース
1982年8月25日に徳間ジャパンのクライマックスレコードから7インチレコードにてリリースされた。1998年12月15日には徳間ジャパンのWAXからデジパック仕様の12センチCDにてリリースされ、初回プレス特典としてコレクターズナンバーが付属された。
B面曲「NO FUN」は、アメリカのロックバンドであるザ・ストゥージズの楽曲のカバーであるが、前作「ロマンチスト」（1982年）のB面曲であった「LIGHT MY FIRE」と同じく遠藤作詞による独自の歌詞で歌われている。

## 別バージョン
アルバムでは「アレルギーα」「アレルギーβ」の2種類が収録されており、それぞれ歌い方が異なっているが、このシングル盤には特に表記はない。歌い方はαと同一のものとなっている。アルバムバージョンと違い、シングル・ミックスではイントロ部のみステレオで以降はモノラルとなっている。

## シングル収録曲
| 全編曲: THE STALIN。 |                | |      |
| #                    | タイトル       | 作詞・作曲 | 時間 |
| 1.                   | 「アレルギー」 | 作詞: 遠藤みちろう／作曲: THE STALIN | 0:52 |
| 2.                   | 「NO FUN」     | ジェームズ・ニューエル・オスターバーグ・ジュニア、スコット・アシュトン、デイヴ・アレクサンダー、ロン・アシュトン／日本語詞：遠藤みちろう | 2:54 |
| 合計時間:            | 合計時間:      | 合計時間: | 3:46 |

## 参加ミュージシャン
- 遠藤ミチロウ - ボーカル
- タム - ギター
- 杉山シンタロウ - ベース
- イヌイ・ジュン - ドラムス

## リリース履歴
| No. | 日付           | レーベル                             | 規格            | 規格品番 | 最高順位 | 備考           |
| --- | -------------- | ------------------------------------ | --------------- | -------- | -------- | -------------- |
| 1   | 1982年8月25日  | 徳間ジャパン／クライマックスレコード | 7インチレコード | CMA-2033 | -        |                |
| 2   | 1998年12月15日 | 徳間ジャパン／WAX                    | 12センチCD      | WAX-19   | -        | デジパック仕様 |

## 収録アルバム
「アレルギー」
- 『STOP JAP』（1982年）
- 『Best sellection』（1986年）
- 『THE STALIN BEST』（2003年）
- 『飢餓々々帰郷』（2007年）
- 『STOP JAP NAKED』（2007年）

「NO FUN」
- 『STOP JAP』カセットテープ版（1982年）
- 『FOR NEVER』（1985年）
- 『飢餓々々帰郷』（2007年）
- 『STOP JAP NAKED』（2007年）
- 『I was THE STALIN〜絶賛解散中〜完全版』（2012年）